# Melinda Dillon
Melinda Ruth Dillon (* 13. Oktober 1939 in Hope, Arkansas; † 9. Januar 2023 in Los Angeles, Kalifornien) war eine US-amerikanische Schauspielerin.

## Leben und Karriere
Melinda Dillon hatte ihren größten Theatererfolg bereits am Anfang ihrer Karriere: Sie spielte am Broadway in der Uraufführung von Edward Albees Bühnenklassiker Wer hat Angst vor Virginia Woolf? die Rolle der Honey, wofür sie 1963 eine Nominierung für den Tony Award erhielt. Von 1967 bis 1969 war sie erneut am Broadway in der beliebten Komödie You Know I Can’t Hear You When The Water’s Running von Robert Anderson zu sehen.
Ab 1959 trat Dillon hin und wieder in Film- und Fernsehproduktionen auf, wobei sie ihre Filmarbeit allerdings erst ab Mitte der 1960er-Jahre intensivierte. Für ihre Filmauftritte erhielt sie zwei Oscar-Nominierungen: ihre erste 1978 für Unheimliche Begegnung der dritten Art von Steven Spielberg, in dem sie die verzweifelte Mutter eines von Außerirdischen entführten Kindes verkörperte; ihre zweite 1981 für Die Sensationsreporterin von Sydney Pollack, in dem sie eine streng katholische Lehrerin verkörperte, die sich aufgrund einer skandalträchtigen Berichterstattung über ihre Familie das Leben nimmt. Eine weitere bekannte Rolle in dieser Zeit hatte sie als Ehefrau von Sylvester Stallones Hauptfigur in dem Kriminaldrama F.I.S.T. – Ein Mann geht seinen Weg (1978) unter Regie von Norman Jewison. In den USA erreichte Dillon ihre vielleicht nachhaltigste Bekanntheit durch ihre Darstellung der Familienmutter in dem Weihnachtsfilm Fröhliche Weihnachten aus dem Jahr 1983, der dort bis heute Kultstatus genießt. Eine weitere Mutterrolle hatte sie 1987 in der populären Familienkomödie Bigfoot und die Hendersons. Als Teil der Besetzung von Paul Thomas Andersons Spielfilm Magnolia war sie 1999 unter anderem für einen Screen Actors Guild Award nominiert.
Zwischen den 1960er- und 2000er-Jahren sah man sie auch in zahlreichen Fernsehserien, darunter Bonanza, die 1980er-Auflage von Twilight Zone, Picket Fences – Tatort Gartenzaun, Für alle Fälle Amy und Law & Order: Special Victims Unit. Ihre letzten Rollen vor der Kamera übernahm sie 2007 in dem Kinofilm Die Liebe in mir und in drei Folgen der US-Arztserie Heartland.
Sie war von 1963 bis 1978 mit dem Schauspieler Richard Libertini verheiratet, mit dem sie einen Sohn hat.

## Filmografie (Auswahl)
- 1959: The Cry of Jazz (Kurzfilm)
- 1963: Preston & Preston (The Defenders, Fernsehserie, Folge 3x02)
- 1969: Ein Frosch in Manhattan (The April Fools)
- 1969: Bonanza (Fernsehserie, Folge 11x04 Hoss als Wochenendsheriff)
- 1976: Dieses Land ist mein Land (Bound for Glory)
- 1977: Schlappschuss (Slap Shot)
- 1977: Unheimliche Begegnung der dritten Art (Close Encounters of the Third Kind)
- 1978: F.I.S.T. – Ein Mann geht seinen Weg (F.I.S.T.)
- 1978: Die schwarze Liste (The Critical List, Fernsehfilm)
- 1979: Muppet Movie (The Muppet Movie)
- 1980: Endstation Malibu (The Shadow Box, Fernsehfilm)
- 1981: Hellingers Gesetz (Hellinger’s Law, Fernsehfilm)
- 1981: Die Sensationsreporterin (Absence of Malice)
- 1981–1984: Nachdenkliche Geschichten (Insight, Fernsehserie, 4 Folgen)
- 1983: Am Ende des Weges (Right of Way, Fernsehfilm)
- 1983: Fröhliche Weihnachten (A Christmas Story)
- 1984: Der Songschreiber (Songwriter)
- 1985: Space – Der Mensch greift nach den Sternen (Space, Miniserie, 4 Folgen)
- 1985: The Twilight Zone (Fernsehserie, Folge 1x01 A Little Peace and Quiet)
- 1986: Scherben des Lebens (Shattered Spirits, Fernsehfilm)
- 1987: Bigfoot und die Hendersons (Harry and the Hendersons)
- 1989: Operation Nightbreaker (Nightbreaker, Fernsehfilm)
- 1989: Fire Syndrome (Spontaneous Combustion)
- 1989: Boys (Staying Together)
- 1990: Captain America
- 1991: Herr der Gezeiten (The Prince of Tides)
- 1993: Das jüngste Gericht – John Lists Story (Judgment Day: The John List Story, Fernsehfilm)
- 1994: Skandal in der Notaufnahme (State of Emergency, Fernsehfilm)
- 1994: Sioux City – Amulett der Rache (Sioux City)
- 1995: To Wong Foo, thanks for Everything, Julie Newmar
- 1995: Ein amerikanischer Quilt (How to Make an American Quilt)
- 1996: Picket Fences – Tatort Gartenzaun (Picket Fences, Fernsehserie, Folge 4x22)
- 1996: Angst vor Gefühlen (Entertaining Angels: The Dorothy Day Story)
- 1999: Magnolia
- 2001: Ring of Fire (Cowboy Up)
- 2001: Für alle Fälle Amy (Judging Amy, Fernsehserie, Folge 3x09)
- 2005: Adam & Steve
- 2005: Law & Order: Special Victims Unit (Fernsehserie, Folge 6x21 Blutsbande)
- 2007: Die Liebe in mir (Reign Over Me)
- 2007: Heartland (Fernsehserie, 3 Folgen)